# Градина (Клечка)
Градина је археолошко налазиште које се налази у насељу Клечка, општина Липљан. Локалитет је великих димензија. Претпоставља се да је континуитет насељавања овог простора трајао од праисторије до средњег века. 
На локалитету су откривени бедеми и остаци грађевина од камена и опеке. Као везивни материјал коришћен је кречни малтер. Откривена је и једна грађевина од сиге са жртвеником из римског периода, кантаром и различитим алатом.